# 金关街道
金关街道是中华人民共和国贵州省貴陽市云岩区下辖的一个街道办事处。
2012年8月14日，贵阳市人民政府通知决定撤销49个街道办事处，设立90个社区服务中心。
2020年1月10日，贵阳市人民政府通知决定撤销社区服务中心，恢复设立街道办事处。

## 行政区划
金关街道下辖以下村级行政区划单位：
金关社区、三砂社区、贵轮社区、贵工大社区、金关村、蔡家关村。